# Jack Wiebe
John Edward Neil („Jack“) Wiebe, SOM (* 31. Mai 1936 in Herbert, Saskatchewan; † 16. April 2007) war ein kanadischer Politiker und Landwirt. Von 1994 bis 2000 war er Vizegouverneur der Provinz Saskatchewan, danach bis 2004 Senator.

## Biografie
Wiebe war der Nachkomme deutsch-russischer Mennoniten; sowohl sein Großvater als auch sein Vater waren Bürgermeister des Ortes Herbert gewesen. Er studierte Agrarwissenschaften an der University of Saskatchewan und baute nach dem Abschluss einen großen landwirtschaftlichen Betrieb auf. Darüber hinaus war er von 1970 bis 1985 Besitzer und Geschäftsführer der Futtermittelfabrik L&W Feeders Ltd. Als Kandidat der Saskatchewan Liberal Party war Wiebe 1971 bei einer Nachwahl erfolgreich und vertrat in der Legislativversammlung von Saskatchewan den Wahlbezirk Morse. Nachdem er 1975 wiedergewählt worden war, trat er 1978 zurück.
Generalgouverneur Ray Hnatyshyn vereidigte Wiebe am 31. Mai 1994 als Vizegouverneur von Saskatchewan. Dieses repräsentative Amt übte er bis zum 21. Februar 2000 aus. Nur wenige Wochen später, am 6. April 2000, erfolgte die Ernennung zum Senator durch Premierminister Jean Chrétien. Im Senat war Wiebe stellvertretender Vorsitzender der Landwirtschafts- und Forstwirtschaftskommission. Am 31. Januar 2004 trat er zurück. In den folgenden Jahren leitete er eine Spendenkampagne zur Ausstattung eines neuen Regionalkrankenhauses in Swift Current.